# Wilhelm Georg Walch
Wilhelm “Willi” Georg Walch (* 9. November 1903 in Lautzkirchen; † 6. März 1988 in Zweibrücken) war ein deutscher Politiker (NSDAP).

## Leben
Walch gründete 1932 die NSDAP-Ortsgruppe Alschbach und wurde deren Leiter bis 1936. Der Partei trat er zum 1. März 1933 bei (Mitgliedsnummer 1.570.751). Im Oktober 1936 wurde er zum Kreisleiter in St. Ingbert ernannt. 1940 wurde er zudem Kreisleiter in Saarburg und 1942 in Ottweiler-St. Wendel. 1940 erfolgte zugleich die Ernennung zum Landkommissar des Landkreises Saarburg in der Westmark.
Mit Kriegsende war Walch bis 1947 interniert.